# Тарасенков Анатолій Кузьмович
Анато́лій Кузьми́ч Тара́сенков (* 26 березня 1909, Москва — † 14 лютого 1956) — російський літературознавець, літературний критик, бібліограф, бібліофіл.
Один з провідних радянських критиків 1930-х-1940-х років. Справжню популярність йому принесла поетична бібліотека, яка збиралася не ним одним, а всім письменницьким світом. Йому везли поетичні збірки звідусіль, з усіх кінців країни і навіть з-за кордону.
Автор праць про Максима Горького, Володимира Маяковського, Ярослава Галана, Леоніда Первомайського, Михайла Ісаковського.

## Основні праці
- Русские поэты XX века. 1900—1955. Библиография. — М.: Советский писатель. 1966. — 486 с.
- Идеи и образы советской литературы — М.: Советский писатель, 1949—278 с.